# Gymnázium Třinec
Gymnázium Třinec je střední škola v Třinci, nabízející vzdělání v oborech osmileté a čtyřleté všeobecné gymnázium. Je to nejvýchodnější gymnázium v Česku.

## Historie
Po školské reformě v roce 1953 byl v Jablunkově otevřen 9. ročník jedenáctileté střední školy jako první ročník školy třetího stupně, nástupce gymnázií, která byla zrušena. Byla tvořena jednou třídou umístěnou v budově osmileté střední školy pod Alžbětinkami, s níž měla i společné vedení. V roce 1956 proběhly ve škole první maturity. Úspěšnou maturitní zkoušku tehdy složilo 31 žáků denního studia a 10 žáků studia večerního. Na základě nového školského zákona byly v roce 1961 dosavadní jedenáctileté školy změněny na střední všeobecně vzdělávací školy. V červnu 1964 je jablunkovská SVVŠ přemístěna do školní budovy čp. 416 na Školní ulici, kde doposud sídlila základní devítiletá škola. Přestěhování do Třince proběhlo v roce 1968. Vyučování bylo zahájeno ve dvou třídách obnoveného čtyřletého gymnázia. Poslední dvě třídy odmaturovaly v Jablunkově v roce 1970. O budovu na Komenského ulici v Třinci se gymnázium nejprve dělilo se 3. ZŠ. Do své správy ji převzalo v roce 1979. 
V roce 1991 získala škola právní subjektivitu a byla zahájena výuka v šestiletém studiu. 30. září 1997 byla slavnostně otevřena čtyřpodlažní přístavba hlavní budovy, jejíž součástí je také aula se zvukovou technikou, knihovna se studovnou a počítačové učebny.
Škola má v současnosti 16 tříd. Nabízí studium ve dvou oborech: čtyřleté gymnázium a osmileté gymnázium, které zahájilo výuku v roce 2015. Poslední absolventi šestiletého studijního programu, který byl na gymnáziu realizován od roku 1991, absolvovali v roce 2022.

## Aula
Součástí gymnázia je aula, sloužící především k různým akcím, jako divadelní představení nebo hudební akce, přednášky, projevy a soutěže. Mezi hlavní akce, které se pravidelně opakují, patří:
- M-VOX – nesoutěžní mezinárodní přehlídka uměleckých činností středoškolské mládeže (2000 až 2015),
- Mezinárodní ekologická konference,
- GymtriStar – soutěžní přehlídka uměleckých činností žáků gymnázia (od roku 2017),[4]
- Jarní koncert Pěveckého sboru Gymnázia Třinec a výstava výtvarných prací studentů (od roku 2013),[5]
- Adventní koncert Pěveckého sboru Gymnázia Třinec (od roku 2019),[6]
- Živá knihovna (od roku 2018),[7]
- Studentská vědecká konference (od roku 2015),[8]
- Zahájení školního roku,
- Vyhodnocení olympijského šestiboje a ukončení školního roku,
- Poslední zvonění.

## Tělocvična
V roce 2022 byla u třineckého gymnázia zahájena výstavba nové tělocvičny, stavba byla dokončena v září 2023. Hala nahradila dvě menší, které již dosluhovaly, a proto byly také zdemolovány. Slavnostní otevření tělocvičny proběhlo 16. listopadu 2023.

## Známí absolventi
- Hynek Böhm – vysokoškolský pedagog
- Jana Bruková-Cieslarová – česká orientační běžkyně, trenérka
- Albert Černý – zpěvák a kytarista skupiny Charlie Straight[11], nyní Lake Malawi
- Jan Delong – třinecký básník
- Jiří Drahoš – fyzikální chemik, předseda Akademie věd České republiky[11]
- Petr Jalowiczor – poslanec[12]
- Martin Jínek – chemik a biolog, který se podílel na vývoji metody CRISPR editace genomu, oceněné Nobelovou cenou
- Michal Kovařčík – hokejista
- Ondřej Kovařčík – hokejista
- Michal Krenželok – římskokatolický kněz
- Adam Kurzok – přední český odborník na elektronickou komerci a zakladatel softwarové služby pro e-commerce, EXPANDO
- Radovan Lipus – režisér[1]
- Šárka Mikmeková – top vědkyně Česka roku 2023
- Jiří Mravec – odborník v oblasti inovací v ocelářství
- Martina Pavlicová – profesorka biostatistiky na Kolumbijské univerzitě v New Yorku
- Krystyna Pyszková – česká modelka, vítězka soutěže Miss Czech Republic 2022 a Miss World 2023
- Hard Rico (tvrdý Ríša) - Český rapper
- Michal Sikora – filmový producent
- Arthur Sniegon – ochránce přírody a dobrodruh
- Petr Šiška – scenárista, textař, moderátor, zpěvák
- Veronika Šlachtová – vědkyně
- Michal Worek – skladatel, aranžér a pianista